# Medalha Albert Einstein

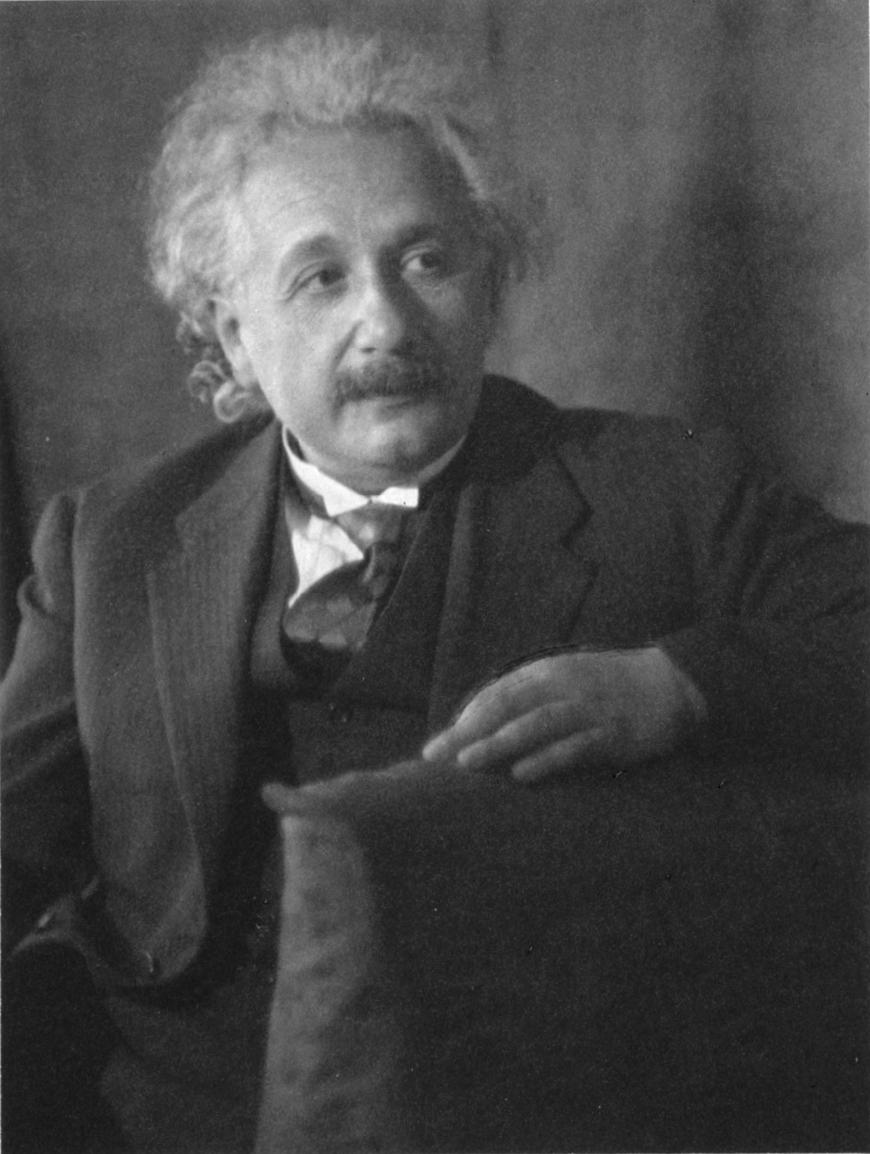
Albert Einstein.

A Medalha Albert Einstein é concedida pela Sociedade Albert Einstein de Berna desde 1979 a pessoas que "prestaram serviços excepcionais" relacionados com a obra de Albert Einstein.
Atenção, não confundir com o Prêmio Albert Einstein (World Award of Science), distribuído pelo Conselho Mundial da Cultura.

## Laureados[1]
- 1979 - Stephen Hawking
- 1982 - Friedrich Traugott Wahlen
- 1983 - Hermann Bondi
- 1984 - Victor Weisskopf
- 1985 - Edward Witten
- 1986 - Rudolf Mössbauer
- 1987 - Jeanne Hersch
- 1988 - John Archibald Wheeler
- 1989 - Markus Fierz
- 1990 - Roger Penrose
- 1991 - Joseph Hooton Taylor
- 1992 - Peter Bergmann
- 1993 - Max Flückiger e Adolf Meichle
- 1994 - Irwin Shapiro
- 1995 - Chen Ning Yang
- 1996 - Thibault Damour
- 1998 - Claude Nicollier
- 1999 - Friedrich Hirzebruch
- 2000 - Gustav Andreas Tammann
- 2001 - Johannes Geiss e Hubert Reeves
- 2003 - George Fitzgerald Smoot
- 2004 - Michel Mayor
- 2005 - Murray Gell-Mann
- 2006 - Gabriele Veneziano
- 2007 - Reinhard Genzel
- 2008 - Beno Eckmann
- 2009 - Kip Thorne
- 2010 - Hermann Nicolai
- 2011 - Adam Riess e Saul Perlmutter
- 2012 - Alain Aspect
- 2013 - Roy Kerr
- 2014 - Tom Kibble
- 2015 - Stanley Deser e Charles Misner
- 2016 - Alexei Yuryevich Smirnov
- 2017 - As equipes do LIGO e Virgo
- 2018 - Juan Maldacena
- 2019 - Clifford Martin Will
- 2020 - Event Horizon Telescope